# Roquebrune-sur-Argens
Pour les articles homonymes, voir Roquebrune et Argens.
Roquebrune-sur-Argens est une commune française située dans le département du Var, en région Provence-Alpes-Côte d'Azur. Elle est composée de trois quartiers : le village, la Bouverie et les Issambres.

## Géographie

### Localisation
S'étendant sur 28 km de long et 6 km de large, la commune s'étale sur plus de 10 600 hectares avec 14 626 habitants (2018), ce qui fait d'elle l'une des communes les plus vastes de l'Est varois.
Le village est une ville millénaire. Sa partie haute, construite sur un rocher, domine la plaine de l'Argens.
Les Issambres est la partie maritime de cette commune. Ce village est connu avant la Seconde Guerre mondiale pour son théâtre (aujourd'hui disparu) et ses plages ombragées par des pins.
La Bouverie est le troisième pôle de la commune, au nord de celle-ci, entouré par des vignobles, le Collet Redon, ainsi que des collines du Blavet.

### Géologie
La formation du Rocher de Roquebrune date de l'ère primaire, du Silurien. Auparavant, l'embouchure de l'Argens était recouverte par la mer. Durant près de 100 millions d'années, une couche épaisse de sédiments se dépose sur le fond, de ce qui est devenu par la suite la plaine de l'Argens. Puis des plissements de terrain entraînent la formation du massif des Maures, dans un premier temps, et du Rocher de Roquebrune par la suite.

### Relief

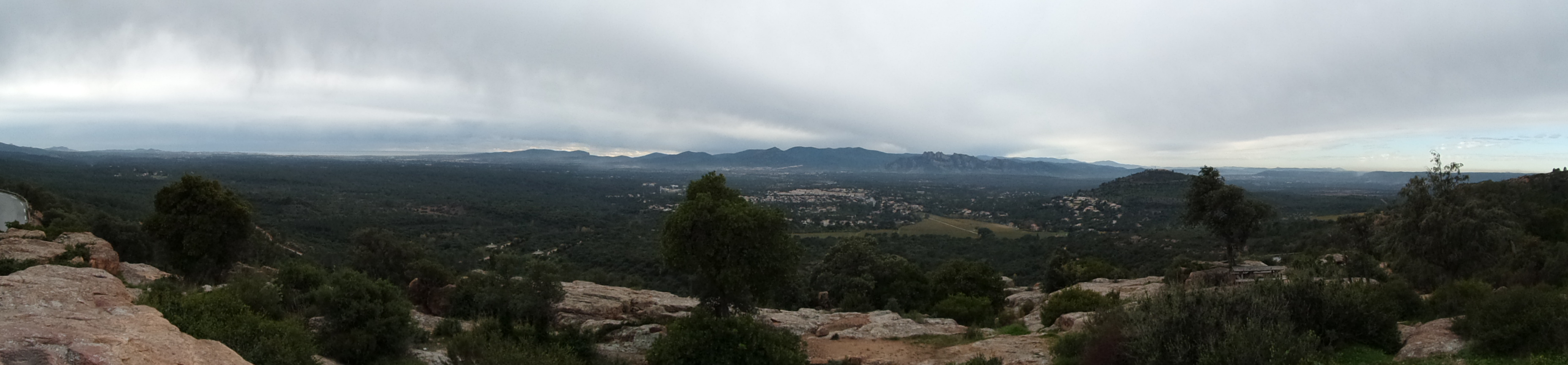
Panoramique sur l'embouchure de l'Argens, de Fréjus au rocher de Roquebrune. Au premier plan, le village de la Bouverie.

La partie Ouest de la commune est vallonnée, car elle est en bordure Est du massif des Maures. Elle abrite le Rocher de Roquebrune, qui domine la partie Est de la commune, formée par la plaine de l'Argens Le Nord de la commune abrite les contreforts du massif de l'Esterel, et les gorges du Blavet. Au Sud, les étangs de Villepey et les plages de la Méditerranée bordent le littoral communal.

### Sismicité
Le risque sismique, comme pour toutes les communes du littoral varois, est considéré comme très faible (zone I0).

### Hydrographie et eaux souterraines

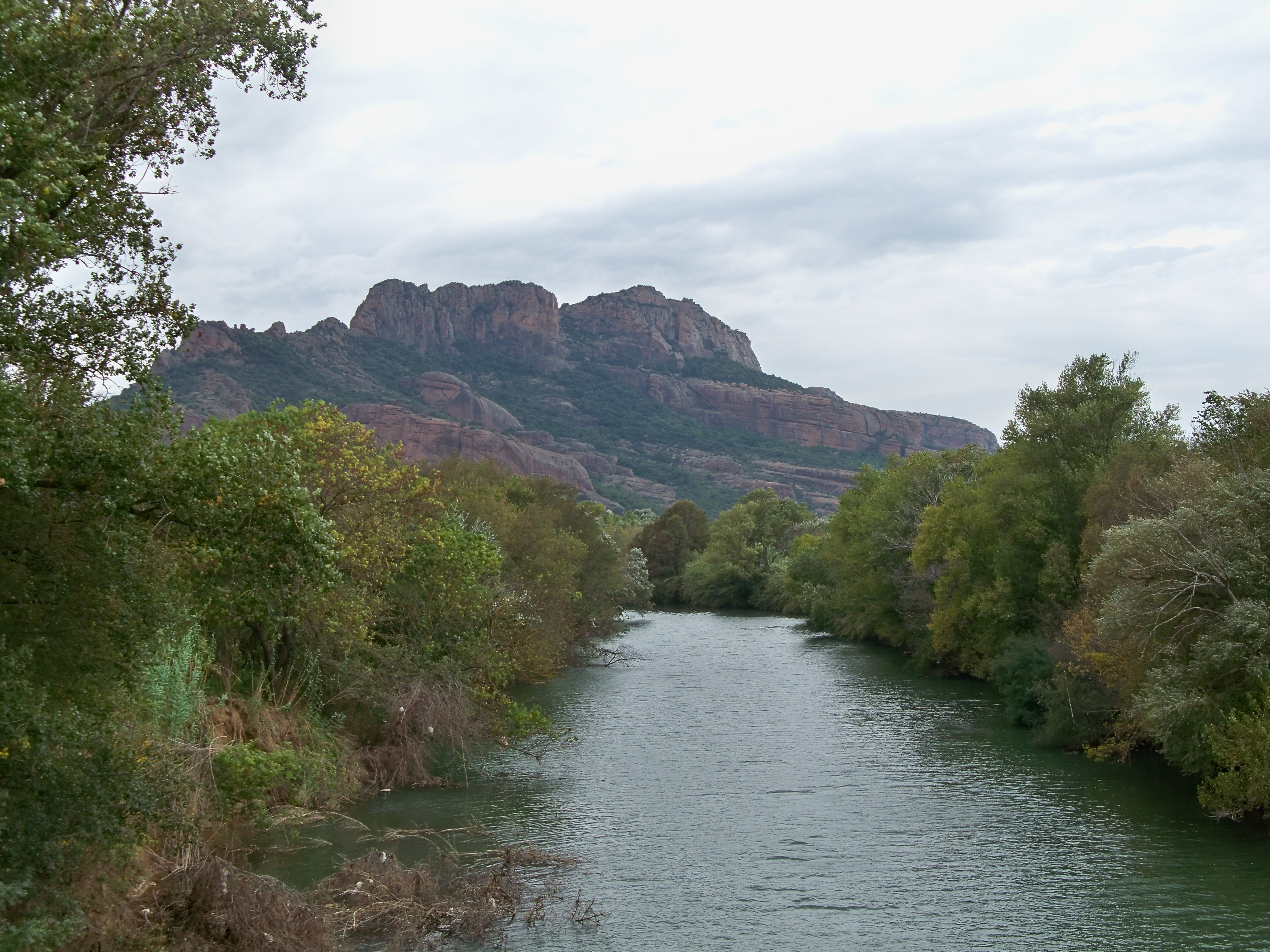
L'Argens, au pied du Rocher.

La commune est arrosée par l'Argens, ainsi que par l'un de ses affluents, le Blavet. L'Argens alimente, depuis la construction de l'autoroute A8, une ancienne gravière, devenue lac de loisir, le lac de l'Aréna.
Au Sud, la mer Méditerranée.
Cours d'eau sur la commune ou à son aval :
- fleuve l'Argens ;
- rivières : l'Endre, le Blavet ;
- torrent le Raphael ;
- lac du Fournel[4] ;
- ruisseaux de la Fontaine des Arnoux, de la Source, de la Vernède, de la Fontaine des Anguilles, des Flacs ;
- vallons ;
- ravins.

Le territoire de la commune a été l'objet de fréquentes inondations, particulièrement importantes en novembre 2019.

### Climat
Pour des articles plus généraux, voir Climat de Provence-Alpes-Côte d'Azur et Climat du Var.
En 2010, le climat de la commune est de type climat méditerranéen franc, selon une étude du Centre national de la recherche scientifique s'appuyant sur une série de données couvrant la période 1971-2000. En 2020, Météo-France publie une typologie des climats de la France métropolitaine dans laquelle la commune est exposée à un climat méditerranéen et est dans la région climatique  Var, Alpes-Maritimes, caractérisée par une pluviométrie abondante en automne et en hiver (250 à 300 mm en automne), un très bon ensoleillement en été (fraction d’insolation > 75 %), un hiver doux (8 °C) et peu de brouillards. 
Pour la période 1971-2000, la température annuelle moyenne est de 15,5 °C, avec une amplitude thermique annuelle de 15,2 °C. Le cumul annuel moyen de précipitations est de 892 mm, avec 6,1 jours de précipitations en janvier et 1,7 jours en juillet. Pour la période 1991-2020, la température moyenne annuelle observée sur la station météorologique de Météo-France la plus proche, « Fréjus », sur la commune de Fréjus à 8 km à vol d'oiseau, est de 15,7 °C et le cumul annuel moyen de précipitations est de 785,6 mm. 
La température maximale relevée sur cette station est de 42,5 °C, atteinte le 29 juillet 1983 ; la température minimale est de −12 °C, atteinte le 12 février 1956,,. 
| Mois                                  | jan.          | fév.           | mars            | avril           | mai            | juin           | jui.            | août            | sep.           | oct.            | nov.            | déc.            | année     |
| ------------------------------------- | ------------- | -------------- | --------------- | --------------- | -------------- | -------------- | --------------- | --------------- | -------------- | --------------- | --------------- | --------------- | --------- |
| Température minimale moyenne (°C)     | 4             | 3,8            | 6,1             | 8,6             | 12,5           | 16,2           | 18,6            | 18,7            | 15,4           | 12,2            | 8               | 4,9             | 10,8      |
| Température moyenne (°C)              | 8,6           | 8,9            | 11,2            | 13,6            | 17,4           | 21,2           | 23,8            | 24              | 20,5           | 16,9            | 12,5            | 9,3             | 15,7      |
| Température maximale moyenne (°C)     | 13,3          | 14             | 16,3            | 18,6            | 22,4           | 26,3           | 29,1            | 29,3            | 25,6           | 21,5            | 16,9            | 13,7            | 20,6      |
| Record de froid (°C) date du record   | −9 09.01.1985 | −12 12.02.1956 | −8,6 07.03.1971 | −1,8 02.04.1967 | 1,1 06.05.1979 | 5,5 19.06.1923 | 7,5 11.07.1919  | 7,7 20.08.1968  | 4,5 28.09.1972 | 0,1 31.10.1974  | −3,3 20.11.1977 | −7 17.12.1920   | −12 1956  |
| Record de chaleur (°C) date du record | 22,8 19.01.07 | 26,4 03.02.20  | 27,3 22.03.02   | 28,3 24.04.1970 | 32,7 27.05.22  | 37,7 20.06.03  | 42,5 29.07.1983 | 41,5 17.08.1932 | 35,4 21.09.18  | 35,9 09.10.1935 | 26,6 06.11.13   | 23,2 04.12.1961 | 42,5 1983 |
| Précipitations (mm)                   | 69,8          | 51,6           | 49,6            | 70,2            | 43,9           | 31,8           | 15,6            | 27,2            | 81             | 115,5           | 132,5           | 96,9            | 785,6     |

| Diagramme climatique                                  |           |             |             |              |              |              |              |            |               |            |             |
| J                                                     | F         | M           | A           | M            | J            | J            | A            | S          | O             | N          | D           |
| 13,3469,8                                             | 143,851,6 | 16,36,149,6 | 18,68,670,2 | 22,412,543,9 | 26,316,231,8 | 29,118,615,6 | 29,318,727,2 | 25,615,481 | 21,512,2115,5 | 16,98132,5 | 13,74,996,9 |
| Moyennes : • Temp. maxi et mini °C • Précipitation mm |           |             |             |              |              |              |              |            |               |            |             |

Les paramètres climatiques de la commune ont été estimés pour le milieu du siècle (2041-2070) selon différents scénarios d'émission de gaz à effet de serre à partir des nouvelles projections climatiques de référence DRIAS-2020. Ils sont consultables sur un site dédié publié par Météo-France en novembre 2022.

### Voies de communication et transports
Le territoire de Roquebrune-sur-Argens est traversé, d'est en ouest, par la route nationale 7, ainsi que par l'autoroute A8, et par la ligne ferroviaire Paris-Vintimille. Les sorties de l'autoroute A8 les plus proches sont les sorties no 37 (depuis Toulon et Aix-en-Provence) et no 38 (depuis Nice).
L'aéroport international le plus proche est celui de Nice, celui de Cannes - Mandelieu, moins loin, permettant un accès aux passagers d'affaires. La gare TGV la plus proche est celle de Saint-Raphaël.
La commune est reliée aux villes voisines par sept lignes d'autobus, certaines passant par le village, d'autres passant par les Issambres ou la Bouverie. Elles permettent de rejoindre la sous-préfecture, Draguignan, ainsi que la gare TGV la plus proche, à Saint-Raphaël, ou les plages de Fréjus, ou Saint-Tropez.
En période estivale, une navette régulière permet de rejoindre le port de Saint-Tropez, depuis le port des Issambres.

## Urbanisme

### Typologie
Au 1er janvier 2024, Roquebrune-sur-Argens est catégorisée bourg rural, selon la nouvelle grille communale de densité à sept niveaux définie par l'Insee en 2022.
Elle appartient à l'unité urbaine de Roquebrune-sur-Argens, une unité urbaine monocommunale constituant une ville isolée,. Par ailleurs la commune fait partie de l'aire d'attraction de Fréjus, dont elle est une commune de la couronne,. Cette aire, qui regroupe 6 communes, est catégorisée dans les aires de 50 000 à moins de 200 000 habitants,.
La commune, bordée par la mer Méditerranée, est également une commune littorale au sens de la loi du 3 janvier 1986, dite loi littoral. Des dispositions spécifiques d’urbanisme s’y appliquent dès lors afin de préserver les espaces naturels, les sites, les paysages et l’équilibre écologique du littoral, tel le principe d'inconstructibilité, en dehors des espaces urbanisés, sur la bande littorale des 100 mètres, ou plus si le plan local d’urbanisme le prévoit.

### Occupation des sols
Le tableau ci-dessous présente l'occupation des sols détaillée de la commune en 2018, telle qu'elle ressort de la base de données européenne d’occupation biophysique des sols Corine Land Cover (CLC).

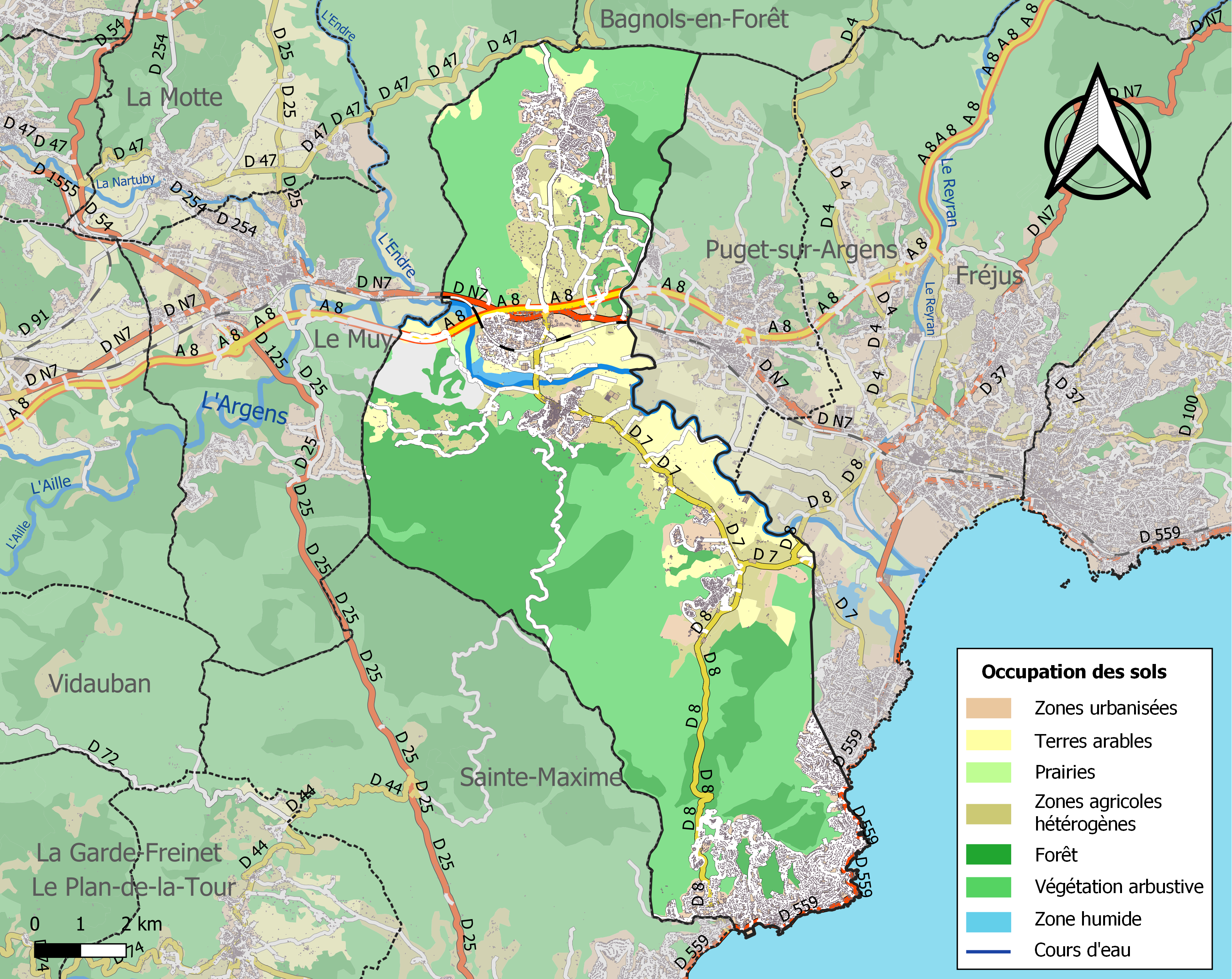
Carte des infrastructures et de l'occupation des sols de la commune en 2018 (CLC).

| Type d’occupation                                                                   | Pourcentage | Superficie (en hectares) |
| ----------------------------------------------------------------------------------- | ----------- | ------------------------ |
| Tissu urbain discontinu                                                             | 12,6 %      | 1339                     |
| Zones industrielles ou commerciales et installations publiques                      | 0,6 %       | 67                       |
| Équipements sportifs et de loisirs                                                  | 1,8 %       | 196                      |
| Terres arables hors périmètres d'irrigation                                         | 4,6 %       | 484                      |
| Vignobles                                                                           | 3,2 %       | 341                      |
| Vergers et petits fruits                                                            | 1,0 %       | 103                      |
| Prairies et autres surfaces toujours en herbe                                       | 0,4 %       | 44                       |
| Systèmes culturaux et parcellaires complexes                                        | 10,7 %      | 1130                     |
| Surfaces essentiellement agricoles interrompues par des espaces naturels importants | 1,8 %       | 193                      |
| Forêts de feuillus                                                                  | 0,3 %       | 29                       |
| Forêts de conifères                                                                 | 3,7 %       | 394                      |
| Forêts mélangées                                                                    | 23,5 %      | 2494                     |
| Végétation sclérophylle                                                             | 33,1 %      | 3512                     |
| Forêt et végétation arbustive en mutation                                           | 0,9 %       | 92                       |
| Roches nues                                                                         | 1,8 %       | 186                      |
| Source : Corine Land Cover                                                          |             |                          |

## Toponymie
Le nom de Roquebrune, Ròcabruna (écriture classique en provençal), Roco Bruno (graphie mistralienne), vient de la couleur rouge de la montagne qui surplombe le village. C'est en 1921, à la suite de la demande du conseil municipal, que la commune prend officiellement le nom de Roquebrune-sur-Argens.

## Histoire

### Préhistoire
Des découvertes de vie préhistorique ont été réalisées dans les grottes de la Bouverie et un dolmen a été daté du Néolithique.

### Antiquité
Le territoire de Roquebrune-sur-Argens était traversé par une voie romaine. Une borne milliaire a été identifiée, en 1863, sous le maître-autel de l'église paroissiale. Elle portait comme inscription IMP. CAESAR AVGVSTVS. IMP. X TRIBVNICIA PODESTATE XI IIIII. Elle a été entreposée dans une petite salle attenante à la chapelle des fonts baptismaux.
C'est entre le VIIIe siècle et le XIe siècle que le premier village fut fondé au sommet du Pétignon, sous le nom latin de Rocca Bruna en référence à ce rocher brun qui surplombe l'actuelle agglomération. En 973, Guillaume Ier, comte de Provence, chassa les Sarrasins qui avaient envahi la région depuis plus d'un siècle. Ce fut à cette époque que la borne romaine devint le piétement à l'autel et fut creusée pour servir de réceptacle à des reliques.

### Moyen Âge
Le prieuré détenu par les moines de l’abbaye Saint-Victor de Marseille est probablement fondé au IXe siècle.
Les trois premières implantations d'habitations de la commune se concentrèrent alors à Villepey, au Palayson et près de l'actuel village de Roquebrune. C'est ce dernier lieu qui prit peu à peu de l'ampleur sur les deux autres, avec 165 foyers en 1316, contre 17 au Palayson et 11 à Villepey[réf. nécessaire]. Ce changement est confirmé par la toponymie : les chartes faisaient toujours référence au castrum au XIe siècle pour situer la villa organisée autour du prieuré des moines de Saint-Victor. Au XIIe siècle, il n’est plus mentionné.
Le concile de Vienne, convoqué par le pape Clément V, se réunit entre octobre 1311 et mai 1312 pour discuter de l'avenir de l'ordre du Temple. Peu après ce concile, qui excommunia les Templiers, à l'entrée du village, dans un mur extérieur de la chapelle Saint-Pierre a été inhumé, la tête en bas, un membre de l'Ordre dissous.
La mort de la reine Jeanne Ire ouvre une crise de succession à la tête du comté de Provence, les villes de l’Union d'Aix (1382-1387) soutenant Charles de Duras contre Louis Ier d'Anjou. Puis, Aix se soumet en octobre 1387, ce qui précipite le ralliement des carlistes, dont le seigneur de Roquebrune, Antoine de Villeneuve. Alors qu’il soutenait Charles de Duras depuis plusieurs années, il rejoint avec ses deux frères seigneurs de Gourdon et Barrême le camp angevin et obtient un « chapitre de paix » de Marie de Châtillon le 2 janvier 1388 et prête hommage à Louis II d'Anjou, âgé de dix ans. La communauté de Roquebrune est conquise par le parti angevin au début de la guerre (avant 1385).
Le village passa tout le Moyen Âge dans l'isolement à l'abri de ses murailles, évitant aussi bien les envahisseurs que les épidémies, telles la peste noire. La construction de l'église paroissiale fut achevée en 1535. C'est de cette époque que date la légende du « prieur transformé en saule ». Celui-ci, le père Antoine, desservant la chapelle de Notre-Dame-de-Pitié, située au sud du village, profitait régulièrement des générosités de la bouchère qui le fournissait en viandes. Une nuit, sur le chemin du retour, il fut happé par les esprits des morts réfugiés dans les arbres et transformé en saule. Sur ce chemin existe toujours un oratoire creusé dans un arbre pour rappeler cette métamorphose,.

### Les Templiers et les Hospitaliers
La chapelle Saint-Pierre, située à la sortie sud de la ville, ancienne chapelle des Templiers. Le chevet est entouré d'un cimetière primitif, dont les tombes ont été creusées dans le roc, et qui semblent montrer l'emplacement du premier village.
La chapelle Saint-Michel, dans l'enceinte de la « vieille ville ». Elle est mentionnée en 1314 sur l'inventaire des possessions de l'ordre des Hospitaliers de l'ordre de Saint-Jean de Jérusalem, puis à la confrérie de pénitents blancs en 1582.

### Temps Modernes
Au XVe siècle, les constructions, faute de place, commencèrent à s'étendre hors des fortifications médiévales passant de 127 familles en 1471 (environ 500 personnes) à 310 en 1540 (environ 1 300 personnes). Cela donna lieu aux premières transformations du village, avec la création des arcades de la place haute.
Pendant les guerres de Religion à partir de 1562, le comte de Carcès, Jean de Pontevès, grand sénéchal et lieutenant du roi, était à la tête des catholiques. Ils étaient craints sous le nom de « carcistes » ou « marabouts », qui signifiait « cruels et sauvages ». Ils combattaient les Razats ou Ligueurs du maréchal de Retz qui s'appuyaient sur les seigneurs d'Oppède, d'Oraison et le baron d’Allemagne, Nicolas Mas-Castellane. Le 10 février 1592, un capitaine ligueur fut tué en assiégeant les carcistes retranchés dans le village. Contraints de se rendre, ceux-ci furent ensuite tous massacrés.
La paix revenue, les transformations recommencèrent à partir de 1608. Le tracé tortueux des rues médiévales fut modifié avec la création de la rue Neuve, de la rue Droite (actuelle Grande-Rue), la rue des Lauses (Dalles), la rue du Four et la rue des Pins. Le développement de la commune fut tel à cette époque, que l'on compta 2 000 personnes dans le village en 1676. L'économie de la commune était alors centrée sur la polyculture.

### De la Révolution française à la Seconde Guerre mondiale
Son ouverture sur le monde se concrétisa en 1829, lors de la construction du Pont d'Argens reliant Roquebrune à la route d'Italie. Puis, en 1863, avec la prolongation de la voie de chemin de fer, et l'ouverture de la gare de Roquebrune, un nouvel essor est apporté à l'agriculture locale, qui se transforme, grâce à ces nouveaux débouchés, jusqu'à la création de la Coopérative vinicole, en 1913.

### Depuis 1945
Située en bord de mer, le Sud de la commune attire les vacanciers depuis 1960. Son développement démographique est lié à sa situation géographique très favorable, près de la mer, et aux grands axes de transport relativement proches (autoroute A8, SNCF). C'est à cette période que fut conçu le lotissement littoral les Issambres.
La commune s'est engagée sur la voie de l'intercommunalité en 2000, avec Fréjus et Puget-sur-Argens.
C'est à l'hôtel Formule 1 de la commune qu'est vu pour la dernière fois Xavier Dupont de Ligonnès, le 15 avril 2011.

## Politique et administration

### Administration municipale
Compte tenu du nombre d'habitants, le nombre de membres du conseil municipal est de 33.

### Intercommunalité
Roquebrune-sur-Argens fait partie de la Communauté d'agglomération Var Estérel Méditerranée (CAVEM), depuis sa création en 2013, qui regroupe cinq communes :  Puget-sur-Argens, Les Adrets-de-l'Estérel, Fréjus, Saint-Raphaël et Roquebrune-sur-Argens.

### Budget et fiscalité
| Taxe                                                | Part communale | Part intercommunale | Part départementale | Part régionale |
| --------------------------------------------------- | -------------- | ------------------- | ------------------- | -------------- |
| Taxe d'habitation (TH)                              | 13,13 %        | 7,16 %              | 6,15 %              | 0,00 %         |
| Taxe foncière sur les propriétés bâties (TFPB)      | 20,20 %        | 0,00 %              | 11,76 %             | 2,36 %         |
| Taxe foncière sur les propriétés non bâties (TFPNB) | 50,78 %        | 2,32 %              | 23,44 %             | 8,85 %         |
| Cotisation foncière des entreprises (CFE)           | 0,00 %         | 25,31 %             | 8,55 %              | 3,84 %         |

La part régionale de la taxe d'habitation n'est pas applicable.
La taxe professionnelle est remplacée en 2010 par la cotisation foncière des entreprises (CFE) portant sur la valeur locative des biens immobiliers et par la contribution sur la valeur ajoutée des entreprises (CVAE) (les deux formant la contribution économique territoriale (CET) qui est un impôt local instauré par la loi de finances pour 2010).
Les taux de taxes d'intercommunalité ne sont pas applicables avant le 30 novembre 2009.
En mai 2013, la chambre régionale des comptes émet un rapport défavorable à la gestion de la commune.

#### Budget et fiscalité 2020

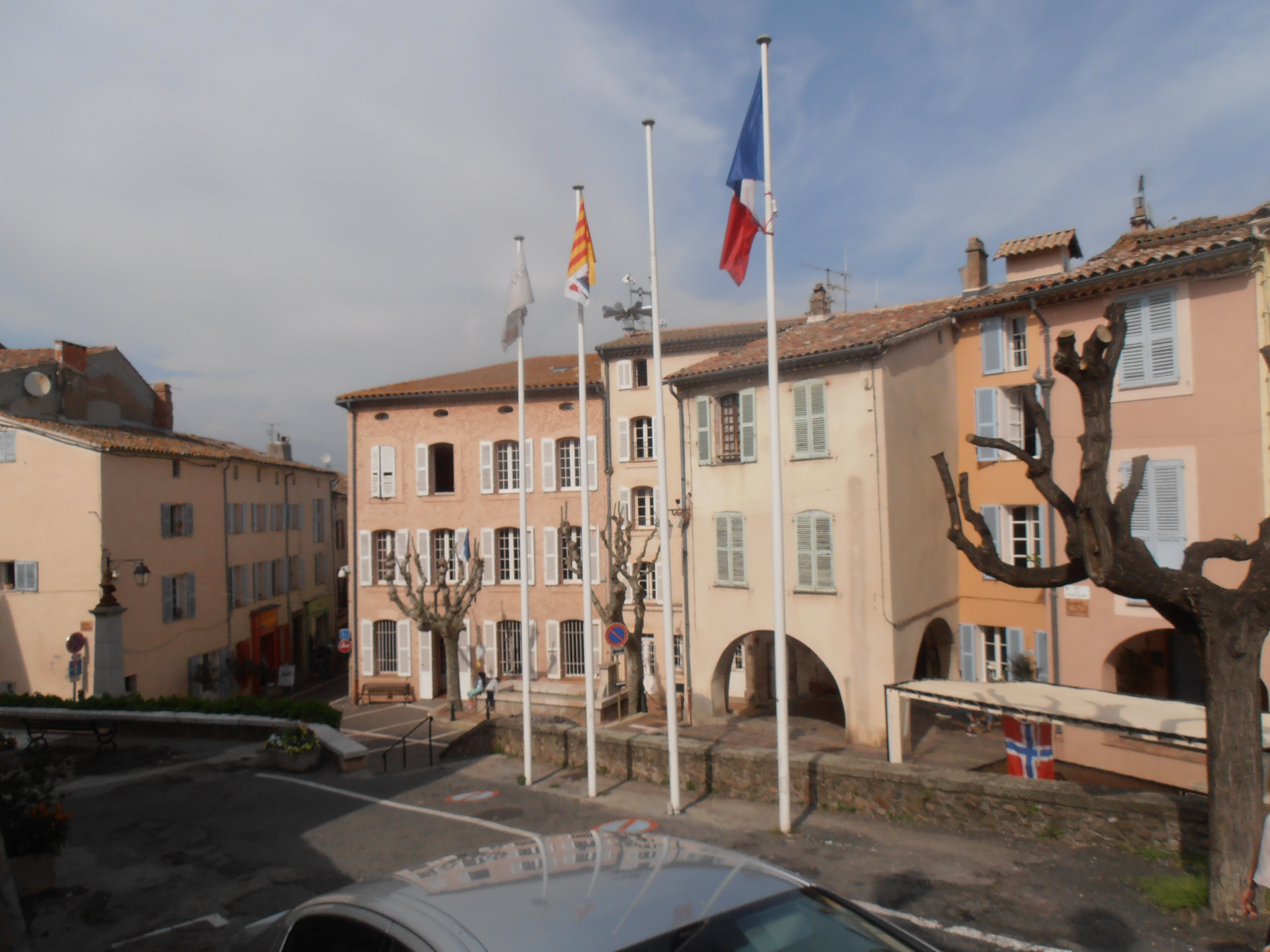
La Mairie.

En 2020, le budget de la commune était constitué ainsi :
- total des produits de fonctionnement : 30 381 000 €, soit 2 101 € par habitant ;
- total des charges de fonctionnement : 25 642 000 €, soit 1 773 € par habitant ;
- total des ressources d’investissement : 10 048 000 €, soit 695 € par habitant ;
- total des emplois d’investissement : 8 747 000 €, soit 605 € par habitant.
- endettement : 43 779 000 €, soit 3 028 € par habitant.

Avec les taux de fiscalité suivants :
- taxe d’habitation : 14,44 % ;
- taxe foncière sur les propriétés bâties : 24,16 % ;
- taxe foncière sur les propriétés non bâties : 55,84 % ;
- taxe additionnelle à la taxe foncière sur les propriétés non bâties : 0,00 % ;
- cotisation foncière des entreprises : 0,00 %.

Chiffres clés Revenus et pauvreté des ménages en 2018 : médiane en 2018 du revenu disponible, par unité de consommation : 23 180 €.

### Politique environnementale
La municipalité a mis en place un service de l'environnement et du développement durable. Ce service travaille notamment en relation avec le conservatoire du littoral, pour la gestion d'un espace boisé de 106 km2, le site des « Petites Maures » (déclaration d'utilité publique du 15 avril 2008).
Les risques d'incendie étant particulièrement importants dans la région, le débroussaillage des parcelles privées est obligatoire et sa réalisation est très surveillée.

### Jumelages
Au 23 septembre 2011, Roquebrune-sur-Argens est jumelée avec :
- La Pêche (Canada) depuis 2006[46].

## Population et société

### Démographie
Les habitants de la commune sont appelés les Roquebrunois.

#### Évolution démographique
L'évolution du nombre d'habitants est connue à travers les recensements de la population effectués dans la commune depuis 1793. Pour les communes de plus de 10 000 habitants les recensements ont lieu chaque année à la suite d'une enquête par sondage auprès d'un échantillon d'adresses représentant 8 % de leurs logements, contrairement aux autres communes qui ont un recensement réel tous les cinq ans,.

En 2022, la commune comptait 15 006 habitants, en évolution de +6,82 % par rapport à 2016 (Var : +4,98 %, France hors Mayotte : +2,11 %).
| 1793  | 1800  | 1806  | 1821  | 1831  | 1836  | 1841  | 1846  | 1851  |
| ----- | ----- | ----- | ----- | ----- | ----- | ----- | ----- | ----- |
| 1 747 | 1 778 | 1 672 | 1 796 | 2 019 | 2 031 | 1 998 | 1 854 | 1 891 |

| 1856  | 1861  | 1866  | 1872  | 1876  | 1881  | 1886  | 1891  | 1896  |
| ----- | ----- | ----- | ----- | ----- | ----- | ----- | ----- | ----- |
| 1 863 | 1 825 | 1 969 | 1 866 | 2 030 | 1 996 | 1 939 | 1 867 | 1 798 |

| 1901  | 1906  | 1911  | 1921  | 1926  | 1931  | 1936  | 1946  | 1954  |
| ----- | ----- | ----- | ----- | ----- | ----- | ----- | ----- | ----- |
| 1 982 | 1 912 | 1 922 | 1 865 | 2 026 | 2 145 | 2 060 | 1 944 | 2 245 |

| 1962  | 1968  | 1975  | 1982  | 1990   | 1999   | 2006   | 2011   | 2016   |
| ----- | ----- | ----- | ----- | ------ | ------ | ------ | ------ | ------ |
| 2 873 | 3 698 | 5 041 | 6 301 | 10 389 | 11 349 | 11 405 | 12 308 | 14 048 |

| 2021   | 2022   | - | - | - | - | - | - | - |
| ------ | ------ | - | - | - | - | - | - | - |
| 14 448 | 15 006 | - | - | - | - | - | - | - |

#### Pyramide des âges
En 2018, le taux de personnes d'un âge inférieur à 30 ans s'élève à 29,0 %, soit en dessous de la moyenne départementale (30,2 %). À l'inverse, le taux de personnes d'âge supérieur à 60 ans est de 33,4 % la même année, alors qu'il est de 32,5 % au niveau départemental.
En 2018, la commune comptait 7 027 hommes pour 7 599 femmes, soit un taux de 51,96 % de femmes, légèrement supérieur au taux départemental (51,95 %).
Les pyramides des âges de la commune et du département s'établissent comme suit.
| Hommes | Classe d’âge | Femmes |
| ------ | ------------ | ------ |
| 0,7    | 90 ou +      | 1,5    |
| 11,1   | 75-89 ans    | 11,8   |
| 19,5   | 60-74 ans    | 22,1   |
| 21,3   | 45-59 ans    | 19,9   |
| 17,0   | 30-44 ans    | 17,1   |
| 13,2   | 15-29 ans    | 11,9   |
| 17,3   | 0-14 ans     | 15,7   |

| Hommes | Classe d’âge | Femmes |
| ------ | ------------ | ------ |
| 1      | 90 ou +      | 2,3    |
| 10,1   | 75-89 ans    | 12,6   |
| 19,7   | 60-74 ans    | 21     |
| 20     | 45-59 ans    | 19,9   |
| 17,3   | 30-44 ans    | 16,7   |
| 15,4   | 15-29 ans    | 13,2   |
| 16,4   | 0-14 ans     | 14,3   |

### Enseignement
Les élèves suivent leurs études au sein de la commune, de la maternelle au collège. Plusieurs établissements sont ouverts, au Village, aux Issambres tout comme à la Bouverie (place Titeuf), pour les sections de maternelle et école élémentaire. Le collège est situé au village. Les lycéens se rendent au Muy ou Saint-Raphaël (Var), suivant les sections choisies.

### Manifestations culturelles et festivités

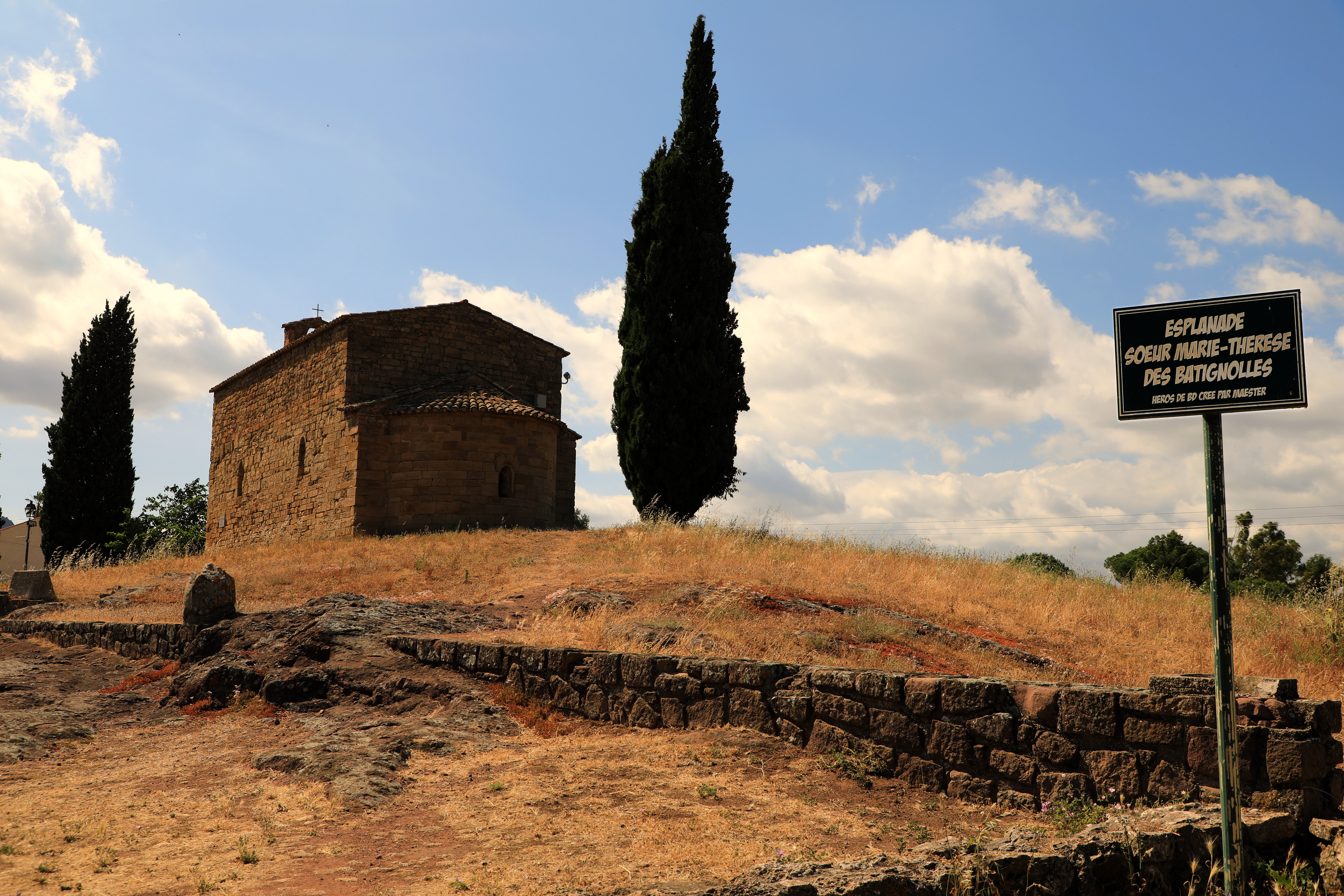
Esplanade de Roquebrune-sur-Argens nommée en l’honneur du personnage de Maëster.

- Visites commentées du village médiéval, des trois chocolatiers, de la maison du Chocolat et du Cacao, de la maison du Patrimoine inauguré par Guillaume Bonnaud en 2004, de la Maison du terroir les mardis de juin à septembre (sur réservation).
- Des chasses aux trésors et ateliers pour enfants sont organisés par l'office de tourisme d'avril à octobre (sur réservation).
- Trail nocturne des Lucioles (course pédestre en nocturne).
- Randonnée des Lucioles.
- Rando VTT du Lachens à la mer : le jeudi de l'ascension.
- Les Nuits de Saint-Roch, festival des interprètes de la chanson française : tout au long de l'été.
- Show nautique nocturne des Issambres (13 juillet plage San Peïre) et sur le lac Perrin (14 juillet).
- Les Médiévales Roquebrunoises[54].
- Fête du miel, le premier week-end du mois d'octobre.
- Roc d'Azur (course de VTT), en octobre.
- Fête des peintres.

### Santé
Aucun hôpital n'est implanté sur le territoire de la commune, les plus proches établissements sont le Centre hospitalier intercommunal Fréjus-Saint-Raphaël à 34 km, et le Pôle de santé du golfe de Saint-Tropez.
Par contre, la commune compte de nombreux médecins, pharmacies, et infirmiers, répartis sur les trois pôles d'habitations.

### Sports
Les sports nautiques ont une certaine importance le territoire de Roquebrune-sur-Argens. Les Issambres, avec un port et huit kilomètres de côtes sur la mer Méditerranée, forment le quartier le plus au sud de la commune. On peut y pratiquer la voile, la plongée sous-marine, le ski nautique, le jet ski, etc. On y trouve aussi une école de bateaux. Mais les sports nautiques ne sont pas uniquement des sports maritimes (base canoë-kayak du Rocher, lac de Perrin).
On trouve aussi sur le territoire un golf, club équestre, tennis, des sentiers de randonnées pédestres, des circuits de VTT, etc..

### Cultes
Les Roquebrunois disposent d'un lieu de culte catholique : l'église Saint-Pierre-Saint-Paul qui dépend de la paroisse Saint-Pierre-Saint-Paul, paroisse du doyenné de Fréjus au sein du diocèse de Fréjus-Toulon.

## Économie

### Industrie
L'industrie de la commune est essentiellement regroupée sur deux zones d'activités : la ZAC du Blavet, proche de La Bouverie, et la ZAC Garillans, le long de la RN 7.
En majorité, l'activité est représentée par le secteur du bâtiment-travaux publics. Les secteurs de l'agro-alimentaire, des produits manufacturés et de la cosmétique (centre européen de production de la société Thalgo) sont également présents.

### Tourisme
La situation géographique de la commune, entre mer et montagne (massif des Maures et massif de l'Esterel), permet une activité touristique importante. Le pôle des Issambres bénéficie d'une activité nautique très variée s'adressant à tous les publics, entre le port de plaisance, les plages et le centre national de ski nautique.
La commune dispose de deux stations balnéaires : La station balnéaire de Val d'Esquières et la station balnéaire des Issambres.
Le tourisme vert profite des zones boisées de la montagne de Roquebrune, point culminant de la commune, permettant au massif des Maures de dominer l'embouchure de l'Argens.

### Agriculture
L'agriculture est un secteur d'activité encore dynamique sur le territoire de la commune, dans plusieurs domaines : maraîchage, vergers, horticulture, viticulture, apiculture, oléiculture et élevage (ovin, caprin).
La commune produit deux AOC, l'huile d'olive de Provence, le côtes-de-provence Fréjus et le côtes-de-provence.

## Culture locale et patrimoine

### Lieux et monuments
Roquebrune-sur-Argens possède quatre monuments historiques.

#### Patrimoine religieux

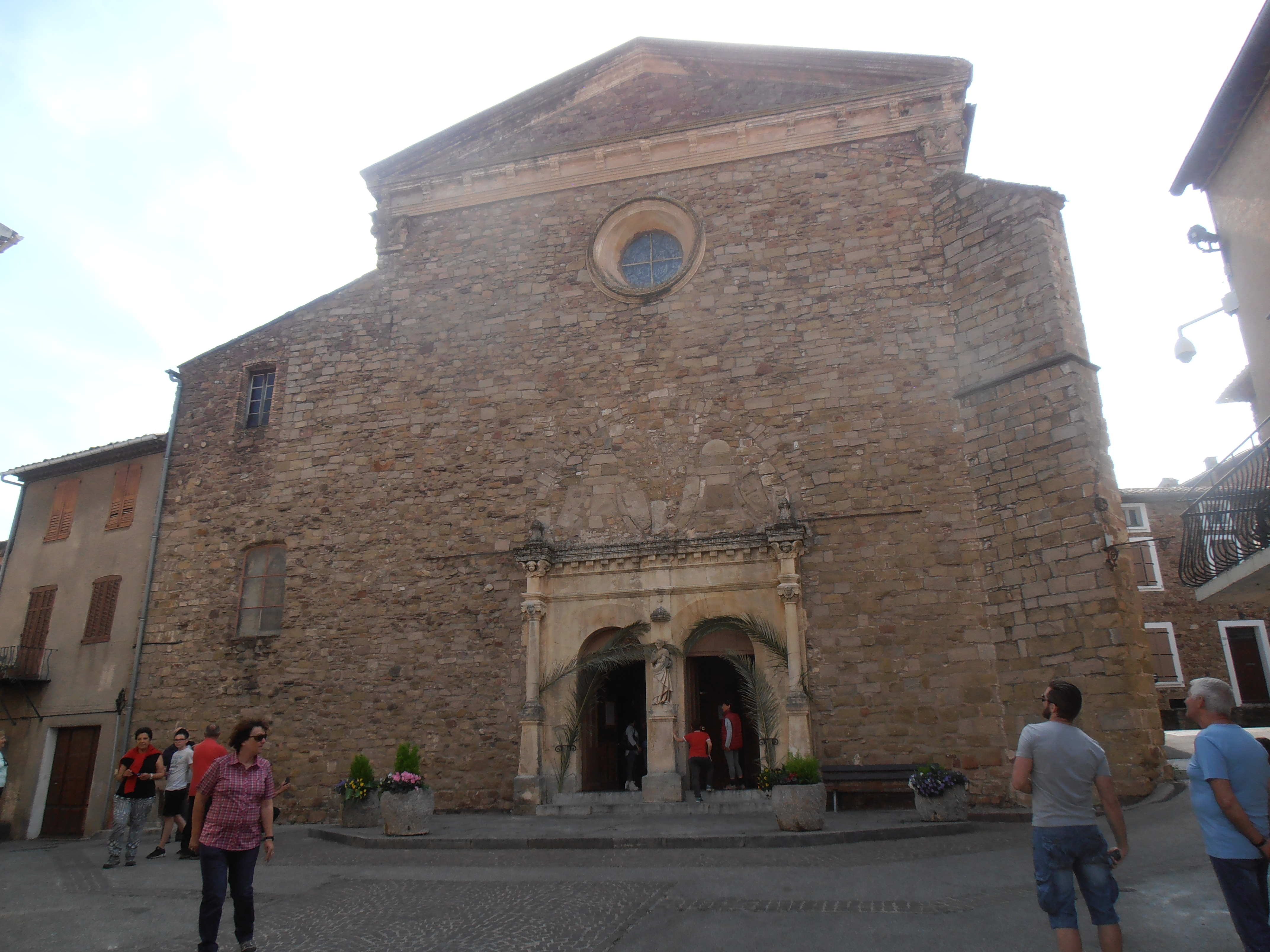
Église Saint-Pierre-Saint-Paul.
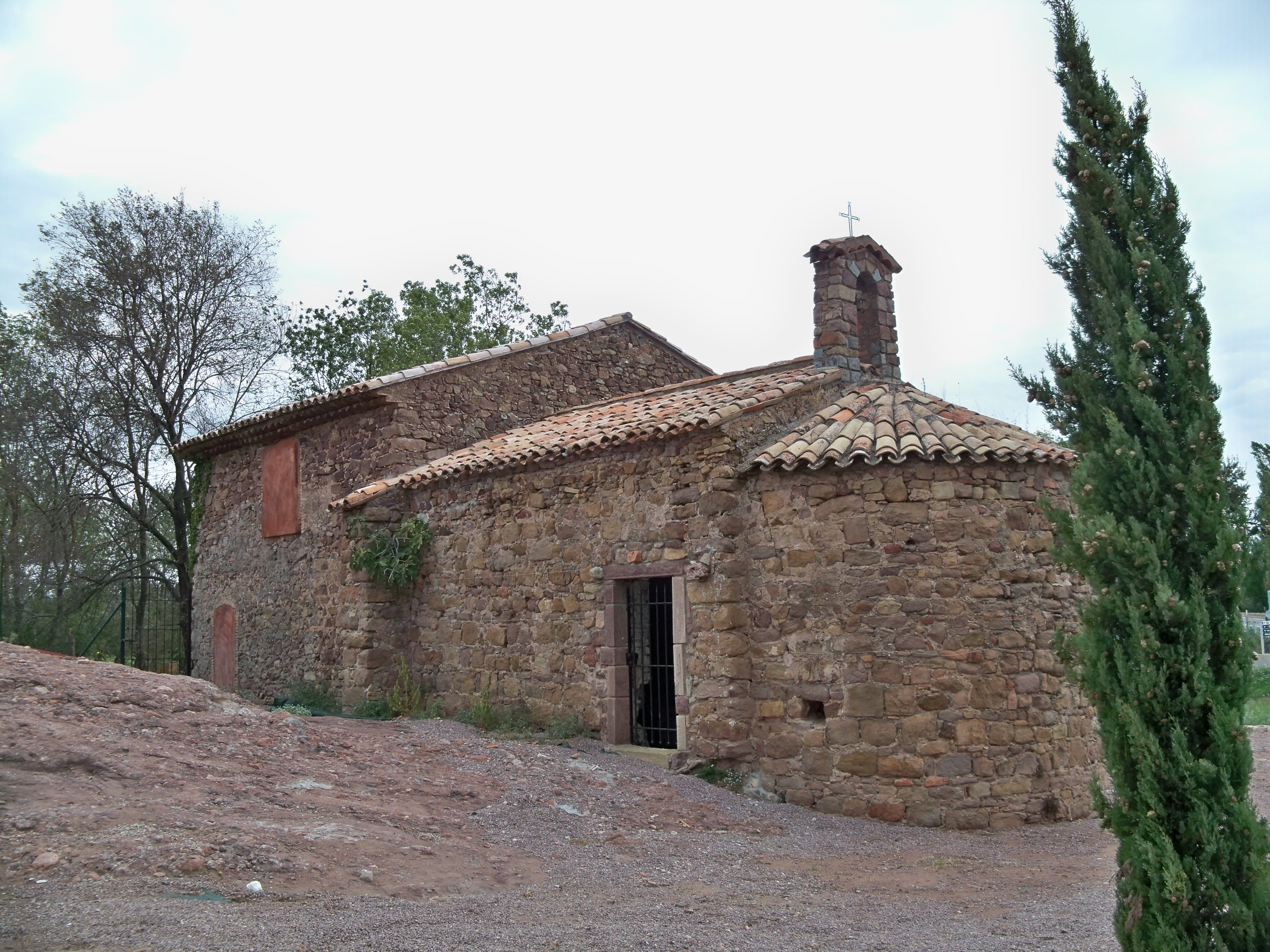
Chapelle Saint Roch.
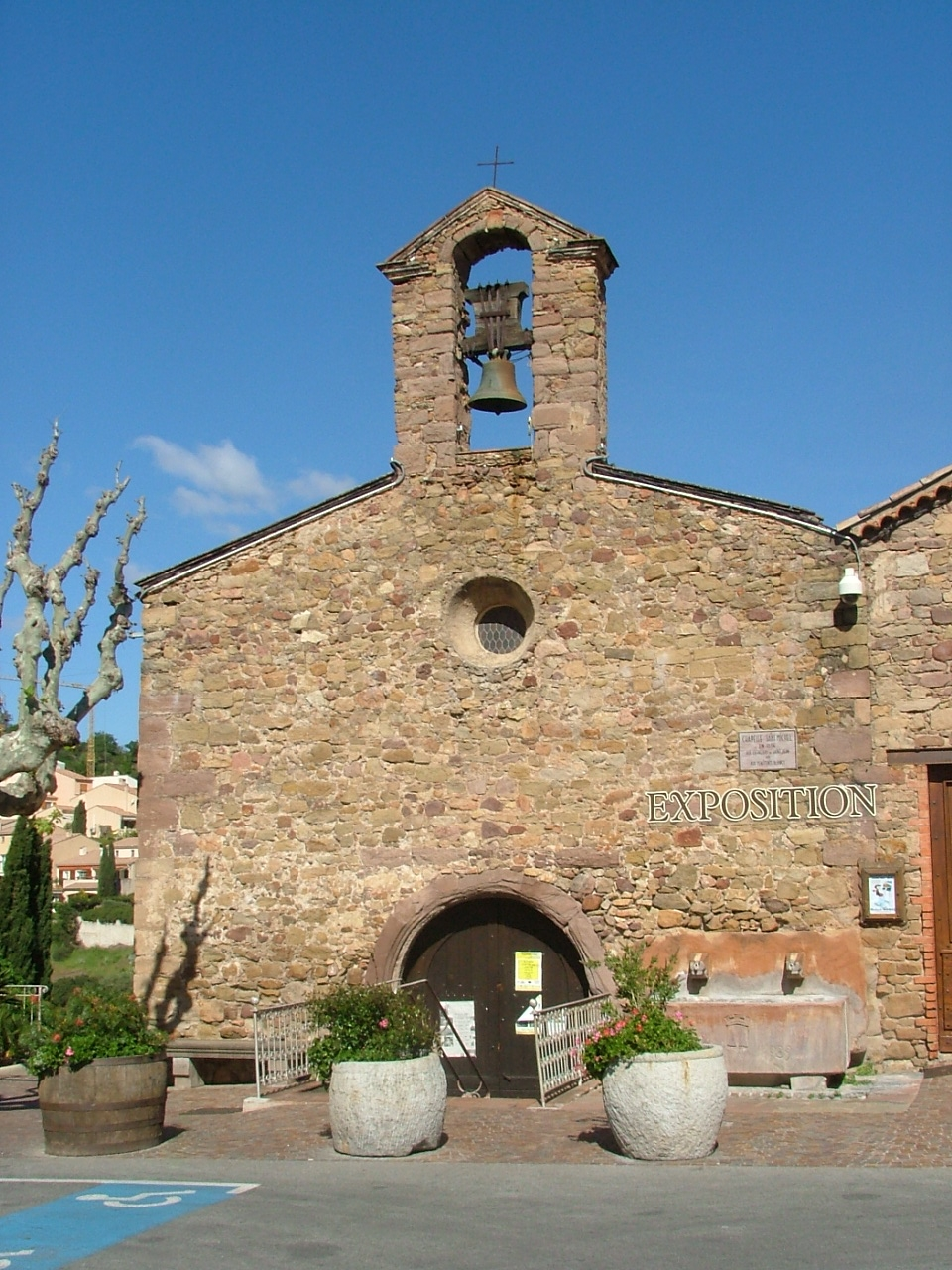
Chapelle Saint-Michel.
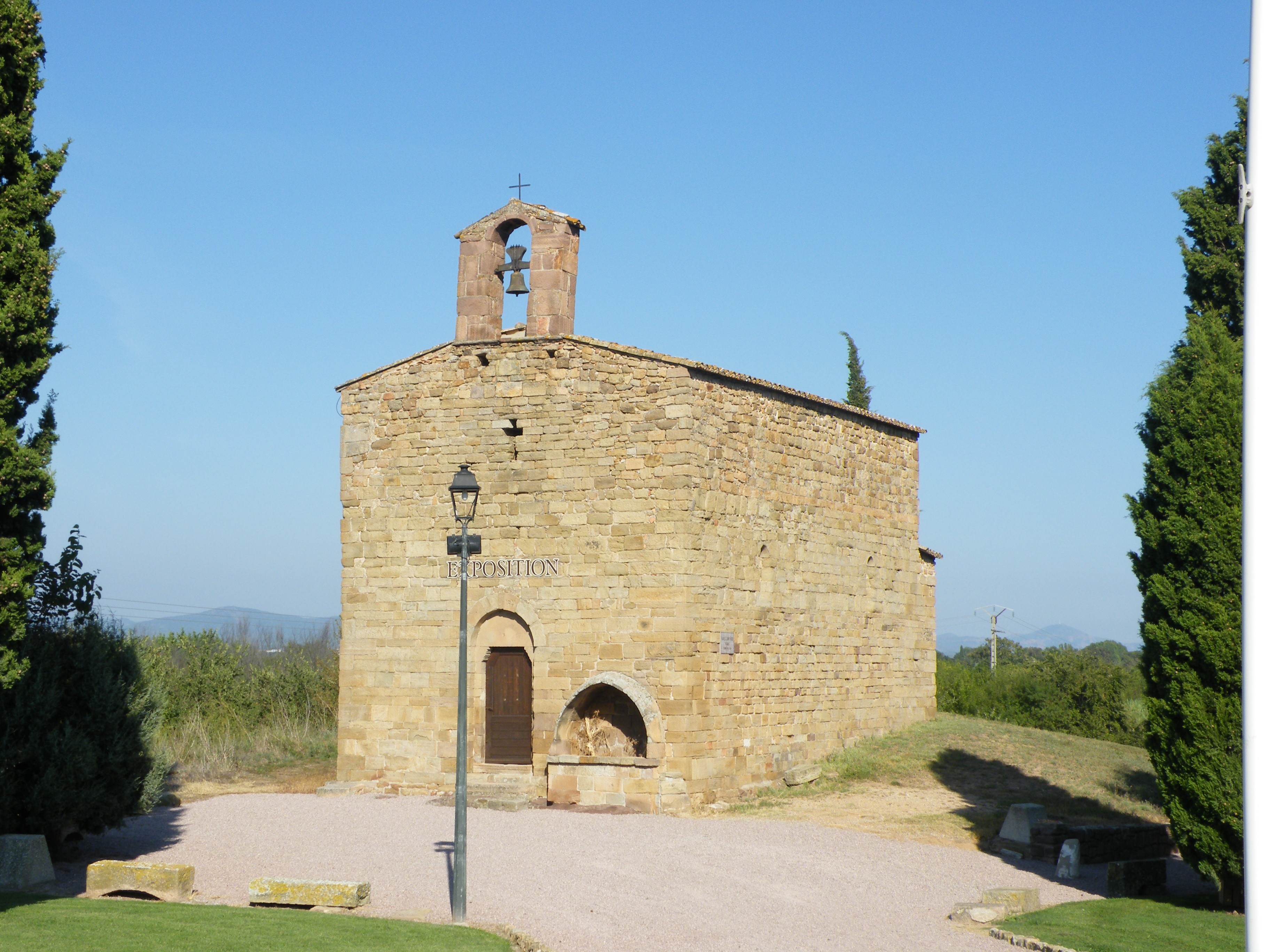
Chapelle Saint-Pierre.

- L'église Saint-Pierre-Saint-Paul, consacrée en 1535. Elle a été inscrite sur l'inventaire supplémentaire des monuments historiques par arrêté du 18 juin 1987[67].

L'orgue a été construit en 1966 par Frans Breil (facteur allemand),
Le buffet a été transformé en 2006 par Yves Cabourdin,,. Le décor du buffet est de Florence Fournel (Atelier "Les Fées sont formidables").
- La chapelle Saint-Pierre, inscrite sur l'inventaire supplémentaire des monuments historiques par arrêté du 24 février 1926[73],[74]. La cloche est de 1786[75].
- La chapelle Saint-Michel, dans l'enceinte de la « vieille ville ».
- La chapelle Sainte-Anne[76].
- La chapelle Saint-Roch[77], de style roman. Elle fut dédiée à saint Roch au XVe siècle pour protéger le village de l'épidémie qui sévissait à Fréjus en 1480[78].
- La chapelle Notre Dame de la Roquette, autrefois appelée Notre Dame des Spasmes[79].
- Le sanctuaire Notre-Dame de Pitié, avec sa chapelle du XVIIe siècle[80] et ses nombreux ex-votos[81], qui fait partie de la Congrégation Province d’Avignon Aquitaine de l’Ordre des Carmes déchaux[82].
- Le monument aux morts[83].
- Le « rocher des trois croix »[84].

#### Autres lieux et édifices

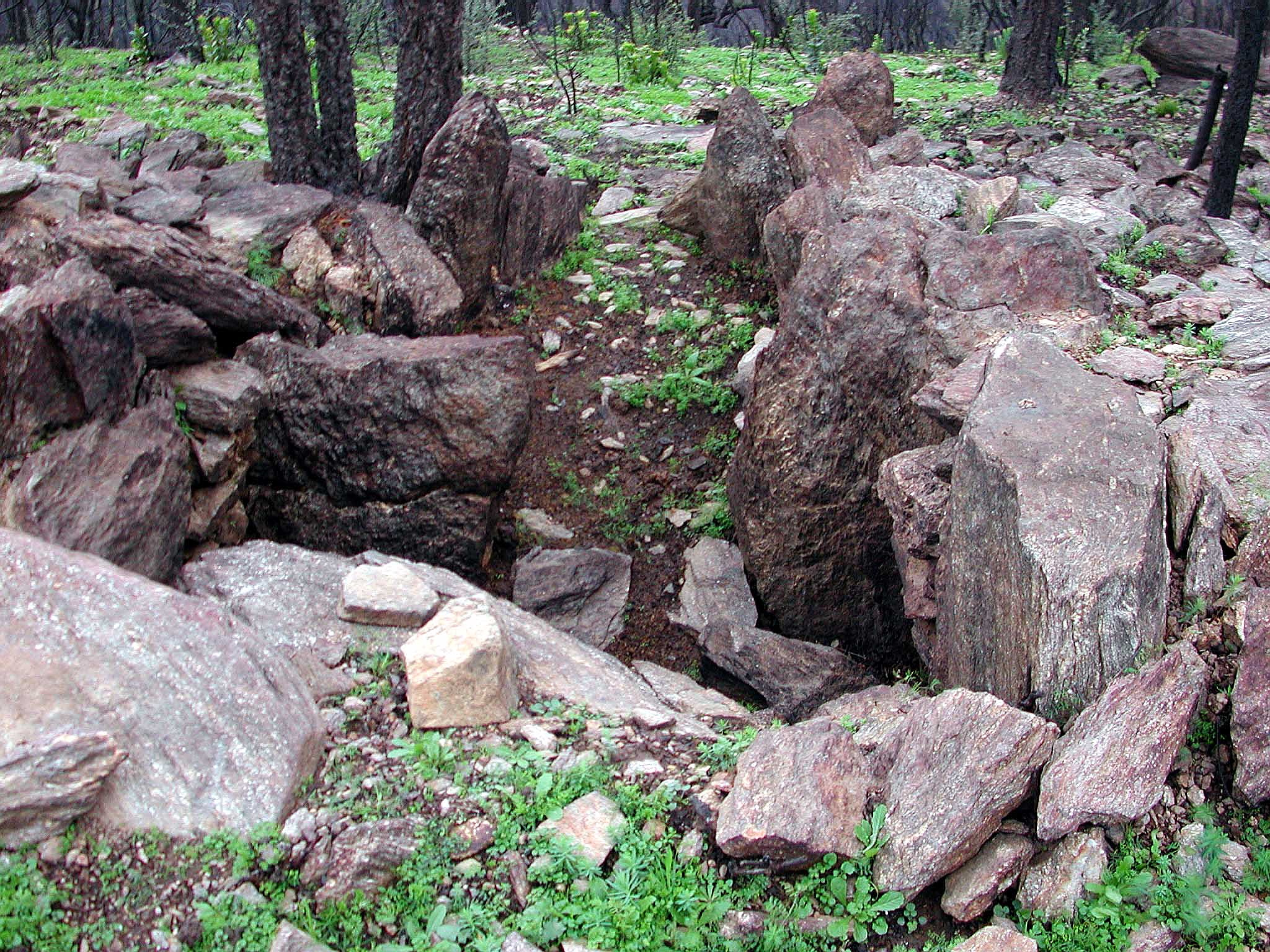
Dolmen de l'Agriotier.
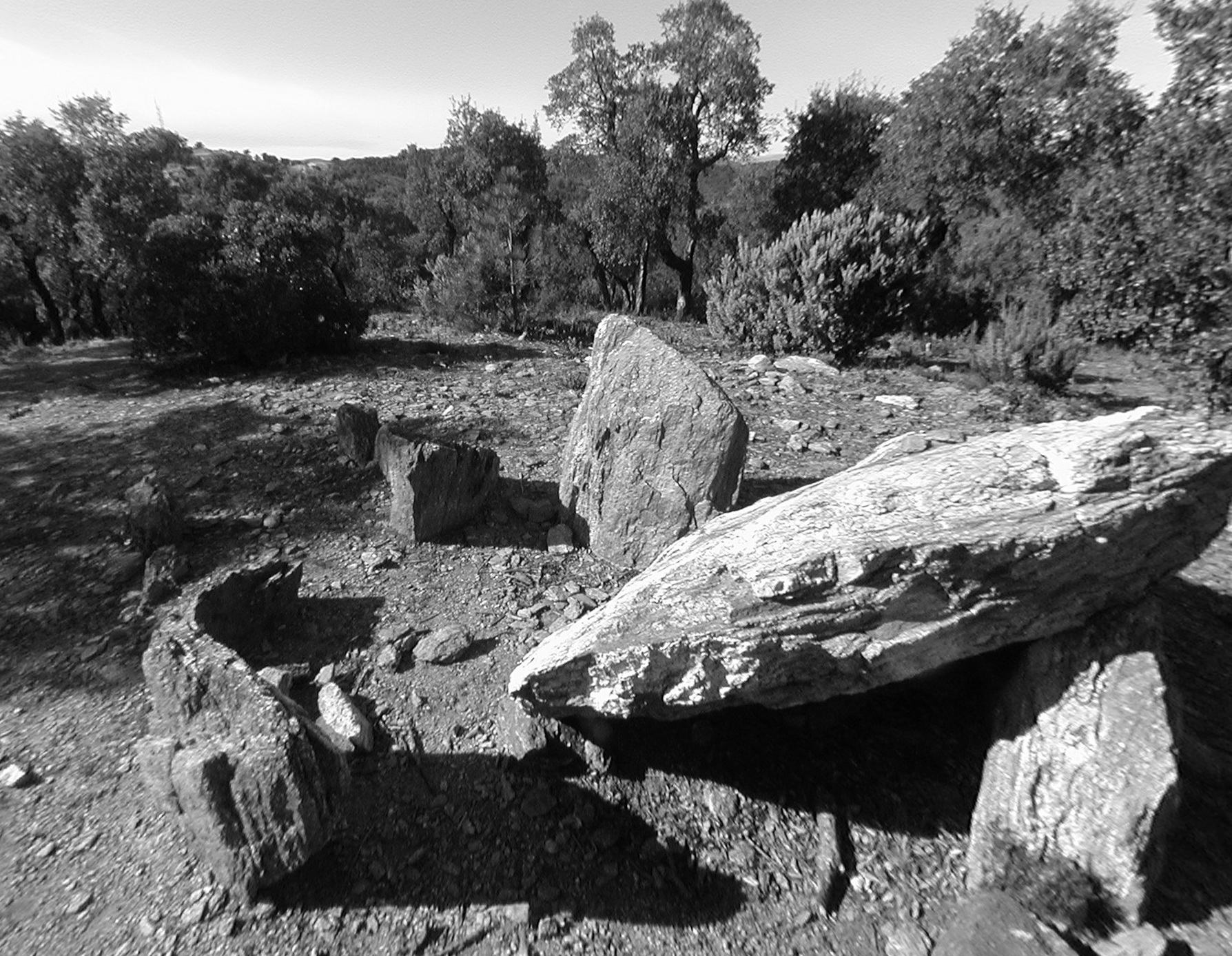
Dolmen de la Gaillarde-sur-Mer.
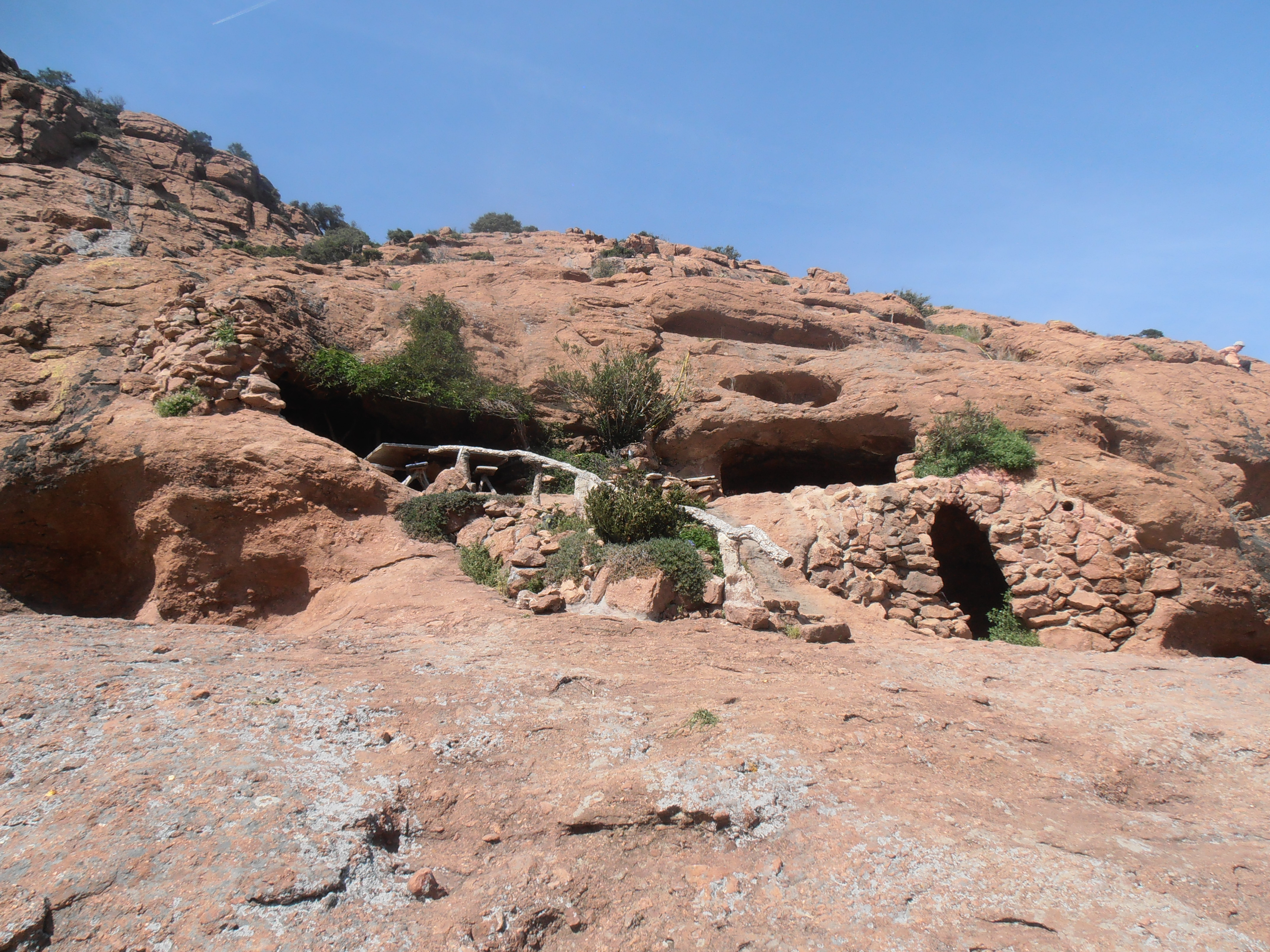
Grottes où vivait Frère Antoine, un ancien novice cistercien ayant échoué, en conflit avec sa hiérarchie et ayant trouvé refuge au rocher de Roquebrune.
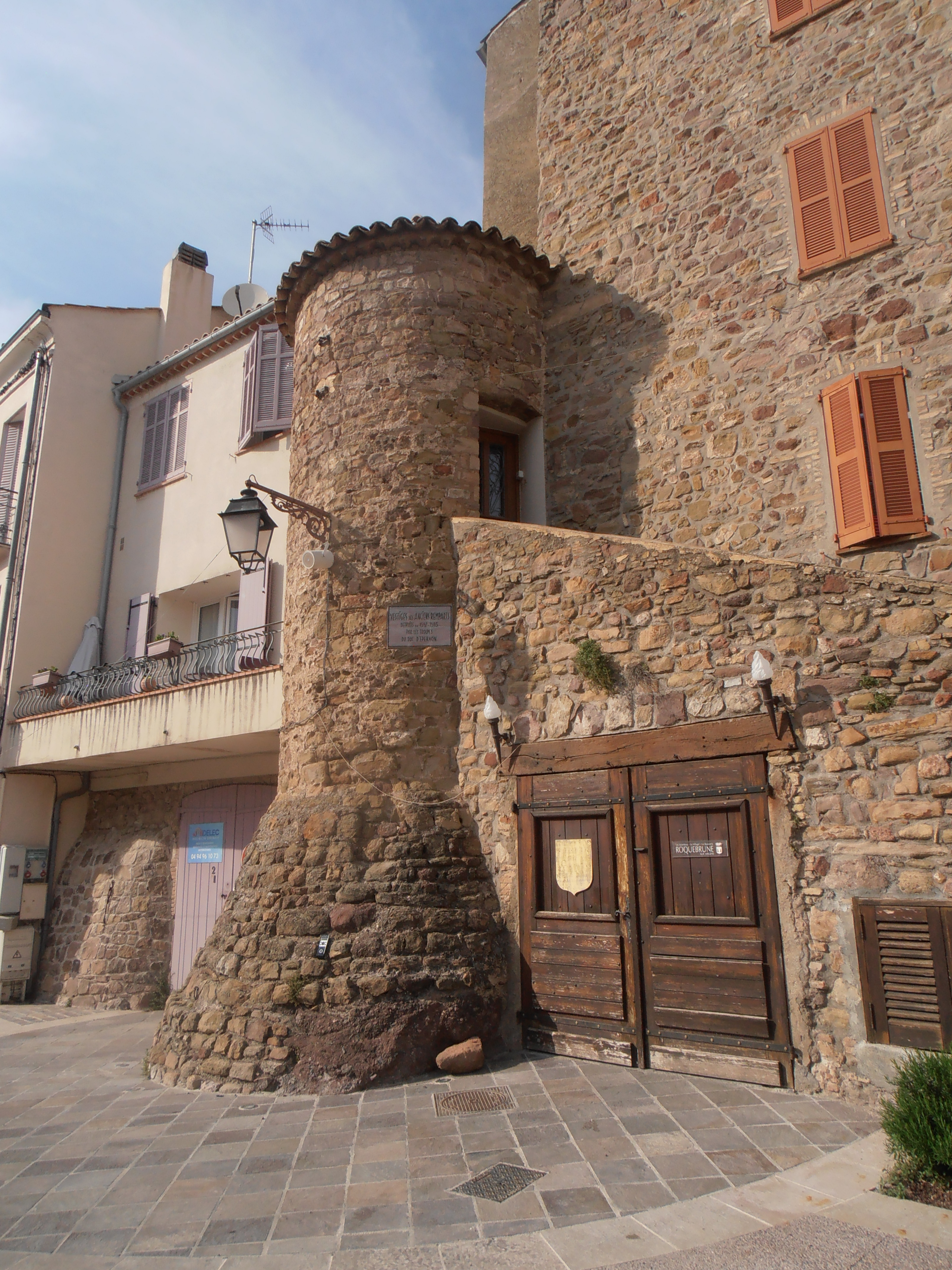
Vestiges anciens remparts.

- Le Dolmen de la Gaillarde-sur-Mer, classé au titre des monuments historiques par arrêté du 8 janvier 1910[85] ;
- Le Vivier maritime de la Gaillarde, supposé de l’époque gallo-romaine, aux Issambres, classé au titre des monuments historiques par arrêté du 23 mai 1939[86] ;
- Le site archéologique "Sainte Candie", au sommet du rocher de Roquebrune, non loin des falaises surmontées des trois croix, sculptées par Bernar Venet en hommage à Giotto, Grünewald et Le Greco[87].
- Le Rocher de Roquebrune, à l'est du massif des Maures[88], en partie sur la commune du Muy, forme avec sa fière silhouette en avant-garde des Maures, un petit massif isolé, dont les rochers déchiquetés de grès rouge s'apparentent plutôt au massif de l'Esterel et dominent de façon spectaculaire la vallée de l'Argens[28].
- Le sentier botanique, longeant l'aqueduc des 25 ponts[89].

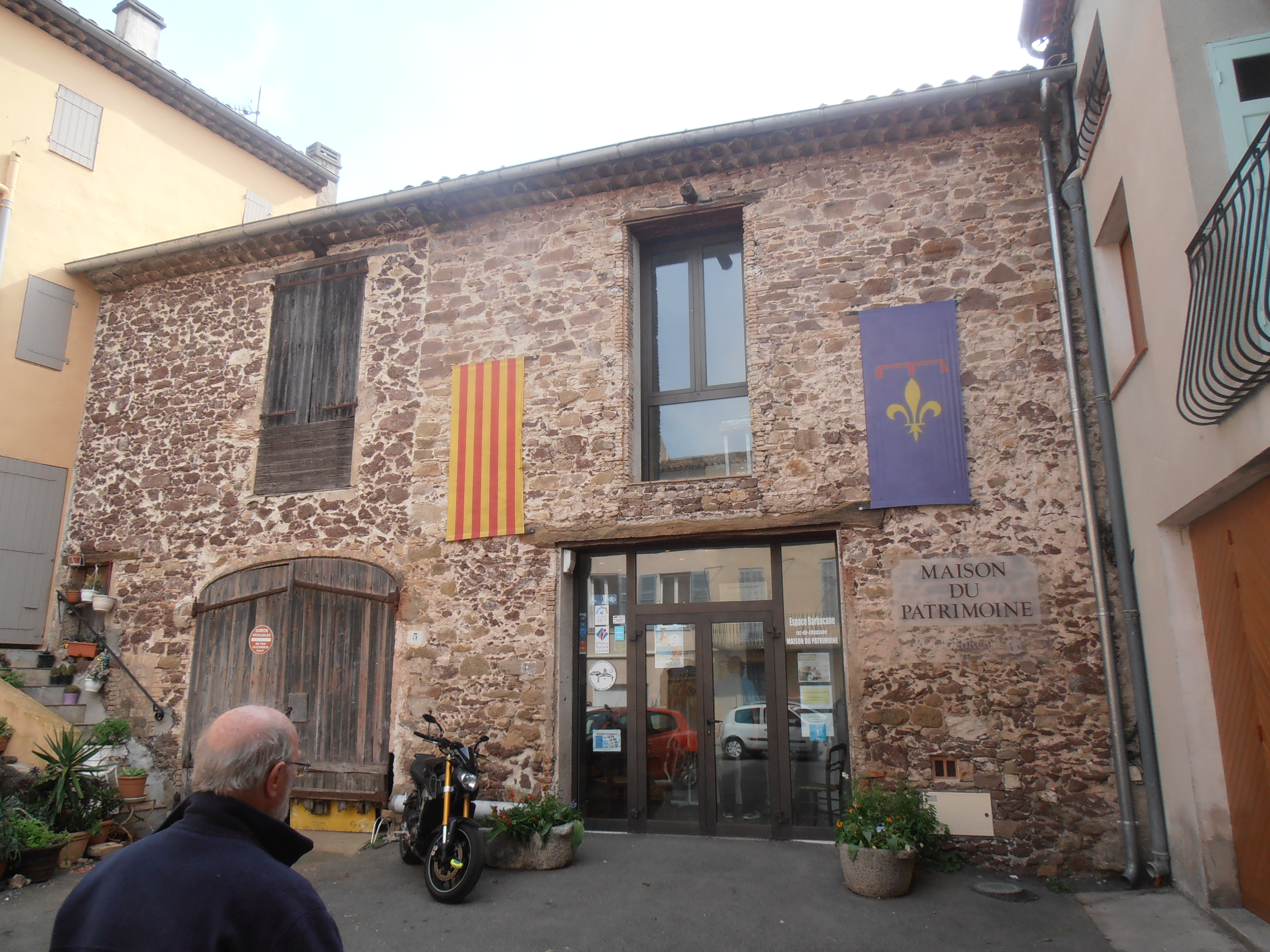
Maison du patrimoine.

- La Maison du Patrimoine, aménagé autour d'une véritable glacière du XVIIe siècle, consacré à l'histoire de la commune, de la préhistoire (avec quelques pièces des fouilles de la Bouverie) à nos jours. Beaux vestiges du néolithique et de remarquables témoignages de la présence romaine avec la reconstitution d'une tombe sous tegulae et son jardin avec des plantes médicinales[90].
- La maison du Chocolat et du Cacao, dans l'ancienne chapelle du XVIIIe siècle des hospitaliers[91].
- La maison du Terroir, boutique des produits du terroir roquebrunois, témoignage de la tradition agricole du village[92].
- Les gorges du Blavet, à la Bouverie.
- Château de Bagatelle, construit en 1771 par le duc de Blacas[93]. Il appartient actuellement à la Mutuelle des Agents des Impôts qui y exploite un village vacances de 300 lits "le Vacanciel Bagatelle"[94].
- Le Portalet XIe siècle, plus ancienne porte[95] du castrum de Roca Bruna créé au Xe siècle[96].
- La Place Saint-Esprit qui doit son nom à la confrérie du même nom qui a contribué à la création de la commune au XIVe siècle.
- La tour de l'horloge surmontée d'un campanile en fer forgé, édifiée sur les remparts au XVIe siècle avec une cloche de 1546, classée au titre des objets mobiliers, qui permettait à l'origine de prévenir les habitants en cas de danger[97].
- La tour Anfred, une des deux tours qui protégeaient les remparts de la ville médiévale.
- Les Portiques, maisons à arcades construites au XVIIe siècle à l'extérieur de l'enceinte médiévale parallèlement aux remparts.
- Fontaines et lavoirs :
  - Fontaine Vieille de 1780,
  - Fontaine neuve & lavoir de 1902.

### Personnalités liées à la commune
- C'est à Roquebrune-sur-Argens, en 2011, que la dernière trace de Ligonnès est caractérisée, début d'une cavale depuis, sans jamais être retrouvé, posant aux observateurs l'interrogation d'un possible suicide[35].

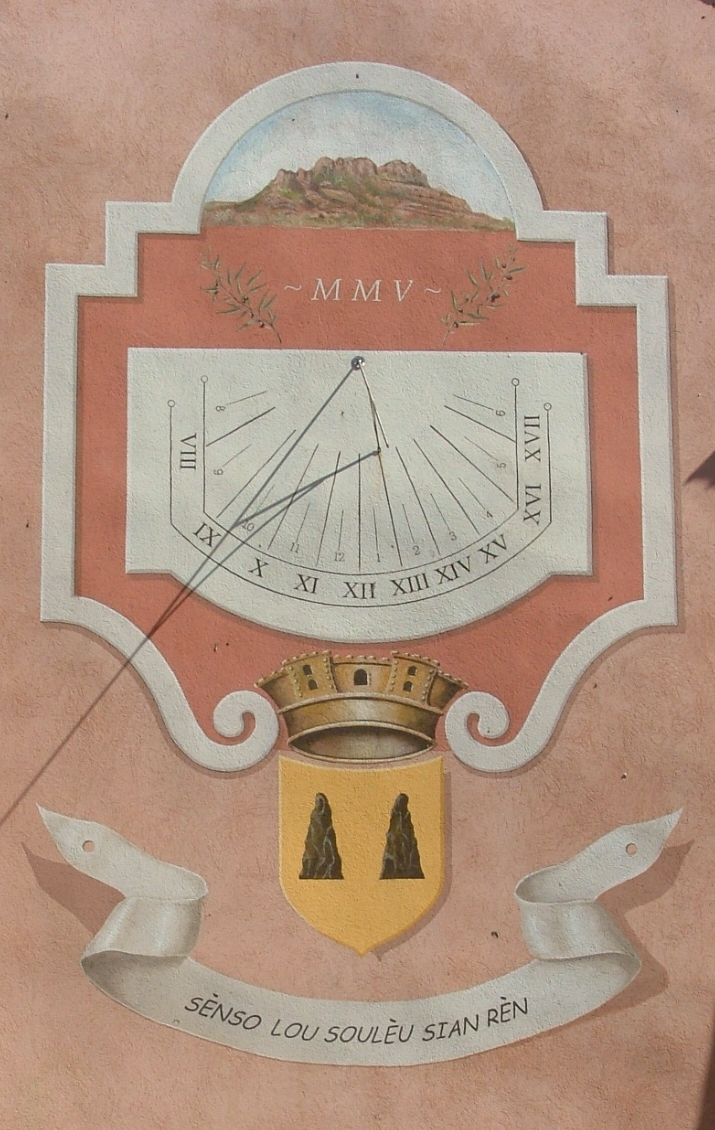
Cadran solaire à Roquebrune-sur-Argens, avec le blason de la ville.

- Ferdinand de Bourbon-Siciles (1926 - 2008) - Descendant de la monarchie sicilienne, mort à Roquebrune-sur-Argens.
- Rénier de Bourbon-Siciles (1883-1973) - Descendant de la monarchie sicilienne, mort à Roquebrune-sur-Argens.
- Jean Graton (1923-2021) - Créateur de BD, habitait à Roquebrune-sur-Argens.
- Robert Manuel (1916-1995) - Comédien, a habité à Roquebrune, dont il a été maire durant deux ans. La salle des fêtes du village porte son nom en son hommage.
- Jack Regard (1943-1974) - Bassiste des Chats Sauvages, s'était installé dans la commune où il avait ouvert un bar-restaurant en novembre 1964.
- Lamine Senghor (1889-1927) - Militant anticolonialiste et communiste, vécut dans la commune dans les années 1920.
- Sim (1926-2009) - Acteur, comique, chanteur, a vécu à Roquebrune-sur-Argens.
- Tibet (1931-2010) - Dessinateur et scénariste de bande dessinée, mort à Roquebrune-sur-Argens.

### Héraldique
|  | Les armoiries de Roquebrune-sur-Argens se blasonnent ainsi : D'or, à deux rochers de sable à côté l'un de l'autre. |